# Polyvinylchlorid
Polyvinylchlorid (Kurzzeichen PVC) ist ein thermoplastisches Polymer, das durch Kettenpolymerisation aus dem Monomer Vinylchlorid hergestellt wird. PVC ist nach Polyethylen und Polypropylen das drittwichtigste Polymer für Kunststoffe.
Die PVC-Kunststoffe werden in Hart- und Weich-PVC unterteilt. Hart-PVC wird beispielsweise zur Herstellung von Fensterprofilen, Rohren und Schallplatten verwendet. Weich-PVC enthält Weichmacher, die zu einem elastischen Verhalten des Materials führen. Es wird beispielsweise für Kabelummantelungen, Spanndecken und Bodenbeläge verwendet.

## Geschichte
Der französische Chemiker Henri Victor Regnault war 1835 der erste, der im Gießener Laboratorium von Justus von Liebig Vinylchlorid herstellte und bemerkte, dass sich daraus bei längerer Einwirkung von Sonnenlicht ein weißes Pulver – Polyvinylchlorid – bildete, konnte die Bedeutung seiner Entdeckung jedoch nicht erkennen.
1912 entwickelte Fritz Klatte bei der Chemischen Fabrik Griesheim-Elektron die Synthese von Vinylchlorid aus Ethin und Chlorwasserstoff. Auch er setzte Glasgefäße mit Vinylchlorid und verschiedenen Zusätzen dem Sonnenlicht aus. Er legte damit die Grundsteine für die Herstellung von PVC. 1913 patentierte Klatte die „Polymerisation von Vinylchlorid und Verwendung als Hornersatz, als Filme, Kunstfäden und für Lacke“. Marktfähige Produkte wurden jedoch nicht entwickelt.
Mit der Rohstoffknappheit während und nach dem Ersten Weltkrieg wurden die Anstrengungen verstärkt, PVC als Rohstoff zu nutzen, um teure Rohstoffe durch kostengünstige Materialien zu ersetzen. Es kam jedoch erst Ende der 1920er Jahre zu weiteren Anwendungen. 1928 erfolgte die großtechnische Ausweitung durch Produktion in den USA und 1930 in Rheinfelden (Baden) durch die BASF; 1935 nahm die I.G. Farben die PVC-Produktion auf.
1935 gelang in Bitterfeld (D) die Herstellung von Weich-PVC. Ein Warenzeichen dieser Zeit war Igelit. Erste PVC-Produkte waren Folien und Rohre. Letztere wurden 1935 in Bitterfeld und Salzgitter (D) verlegt. Nach 1945 war PVC der meistproduzierte Kunststoff der Welt. Im Jahr 1948 wurden schließlich Schallplatten aus PVC hergestellt, das den Schellack endgültig ablöste.
Mit dem Wachstum der chemischen Industrie wurde Natronlauge in immer größeren Mengen benötigt. Natronlauge wird über eine Chloralkali-Elektrolyse aus Natriumchlorid gewonnen. Koppelprodukt ist dabei Chlor. Die Entwicklung der Chlorchemie beruht unter anderem auf dem kostengünstigen Koppelprodukt, was auch die Produktion und Vermarktung von PVC begünstigte. Von Kritikern wird PVC als „Chlorsenke“ für das Koppelprodukt der Chloralkali-Elektrolyse betrachtet.
In den Vereinigten Staaten wurde der Werkstoff in den 1960er Jahren zu nachchloriertem PVC (Chloriertes Polyvinylchlorid) weiterentwickelt, welches nach DIN mit „PVC-C“, im Ausland auch mit „CPVC“ abgekürzt wird. Der Massenanteil von Chlor in PVC-C liegt über den 56,7 % von PVC und kann bis 74 % aufweisen. Bei höheren Temperaturen ist es korrosionsbeständiger und hat bessere mechanische Eigenschaften als PVC, sodass es sich auch zur Herstellung von Rohren für die Warmwasserversorgung und mit Einschränkungen sogar für Heizungskreisläufe eignet.

## Handelsnamen
PVC wurde oder wird unter den Namen Ekadur, Decelith, Gölzalith, Vinidur, Trovidur, Hostalit, Lucalor, Corzan, Glastoferan (PVC-C) und Ekalit, Dekelith, Mipolam, Barrisol (Weich-PVC für Spanndecken), Igelit (Weich-PVC) und Piviacid (Faserstoff-PVC der DDR) vermarktet.

## Herstellung

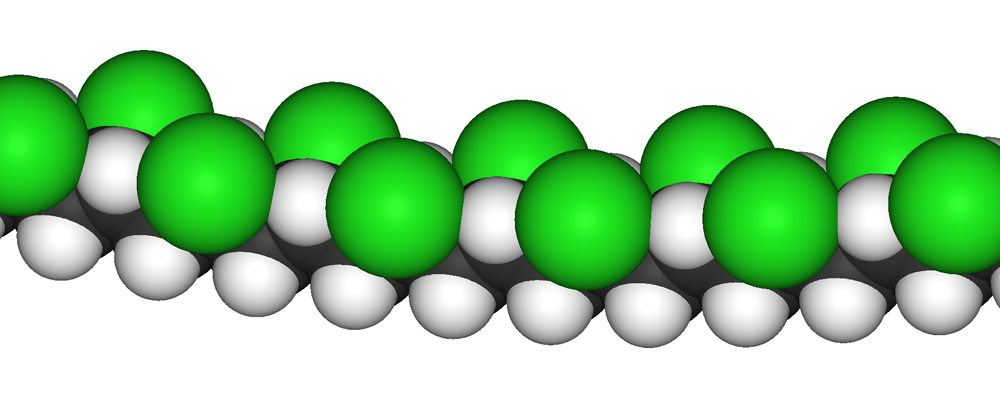
Kalottenmodell von Polyvinylchlorid

Polyvinylchlorid wird durch radikalische Kettenpolymerisation aus dem Monomer Vinylchlorid (H2C=CHCl) erzeugt:
Im Wesentlichen sind drei verschiedene Polymerisationsverfahren üblich. Die Taktizität der Wiederholeinheiten ist bei allen Verfahren hauptsächlich ataktisch. Der bis etwa 10%ige kristalline Anteil des Polymers hat eine syndiotaktische Struktur.

### E-PVC
Das älteste Verfahren ist die Emulsionspolymerisation (erstmals 1929). Man erhält das sogenannte E-PVC. Mit Hilfe von Emulgatoren wird Vinylchlorid als kleine Tröpfchen in Wasser eingerührt. Als wasserlösliche Initiatoren werden zum Beispiel Wasserstoffperoxid oder Kaliumperoxodisulfat verwendet. Bei erhöhter Temperatur bilden sich aus den Monomertröpfchen Polyvinylchloridteilchen. Diesen Primärteilchen werden bei Unterdruck die nicht umgesetzten Monomere entzogen. Im Produkt verbleiben die eingesetzten Emulgatoren. Das Verfahren kann sowohl kontinuierlich als auch diskontinuierlich durchgeführt werden. Polymerdispersionen aus diesem Verfahren werden u. a. für Klebstoffe oder Beschichtungsmittel verwendet.

### S-PVC
In einem Autoklaven wird Vinylchlorid unter Druck verflüssigt und mit Wasser versetzt. Durch intensives Rühren wird eine Suspension von sehr kleinen Vinylchloridtröpfchen in Wasser erzeugt. Als Polymerisationsinitiator werden im Monomer lösliche organische Peroxide oder bestimmte aliphatische Azoverbindungen, wie Azobis(isobutyronitril) (AIBN), verwendet. Es handelt sich dabei um eine Suspensionspolymerisation und das entstehende Produkt wird S-PVC genannt.
In sehr kleinen Mengen werden Schutzkolloide zugesetzt, um ein Verkleben der Tröpfchen im Verlauf der Polymerisation zu vermeiden. Die Körner werden entgast, um nicht umgesetzte Monomere und Wasser zu entfernen. Etwa 90 % der PVC-Herstellung erfolgt auf diesem Weg.

### M-PVC
Bei der Massepolymerisation wird die Polymerisation direkt in flüssigem Vinylchlorid mit einem darin löslichen Initiator, meist einem organischen Peroxid, durchgeführt. Das Produkt wird M-PVC genannt. Der Umsatz wird nur bis etwa 80 % geführt und das nicht umgesetzte Monomer bei Unterdruck entfernt. M-PVC hat im Vergleich zu E- und S-PVC eine sehr hohe Reinheit. Die eng verteilte Korngröße liegt bei ca. 100 µm. Bei Anwendungen, in denen eine hohe Transparenz gefordert wird, wird bevorzugt M-PVC eingesetzt. Gleiches gilt für Sterilisationsfolien.

## Hart-PVC und Weich-PVC
PVC wird in Hart-PVC (Kurzzeichen PVC-U, wobei U für engl. unplasticized steht) und Weich-PVC, (Kurzzeichen PVC-P, wobei P für engl. plasticized steht) unterteilt. Aus Hart-PVC werden Rohre, Profile zum Beispiel für Fenster und Pharmazie-Folien hergestellt. Weich-PVC spielt als Kabelisolator eine große Rolle und findet auch in Fußbodenbelägen, Schläuchen, Schuhsohlen und Dachabdichtungen Anwendung. Weich-PVC enthält bis zu 40 Prozent Weichmacher; Hart-PVC enthält grundsätzlich keinen Weichmacher.

### Additive
Das an sich spröde und harte PVC wird mit Additiven, in erster Linie Stabilisatoren und Schlagzäh-Modifier, an die verschiedensten Einsatzgebiete angepasst. Die Additive verbessern die physikalischen Eigenschaften wie die Temperatur-, Licht- und Wetterbeständigkeit, die Zähigkeit und Elastizität, die Kerbschlagzähigkeit, den Glanz und dienen der Verbesserung der Verarbeitbarkeit. Die Additive sollen in möglichst geringer Konzentration eine hohe Wirkung haben, die Herstellungsprozesse für das Kunststoffformteil nicht beeinträchtigen und dem Produkt die gewünschte Gebrauchsdauer verleihen. Als Schlagzäh-Modifier werden in der Regel Acrylatpolymere oder chloriertes Polyethylen verwendet. Durch Modifier wird auch die Verarbeitung von PVC verbessert, so wird eine schnellere Plastifizierung von PVC erreicht.
PVC ist ein thermoplastisches Polymer, das im Temperaturbereich von 160 bis 200 °C verarbeitet wird. Bei diesen Temperaturen beginnt ein Zersetzungsprozess unter Abspaltung von Chlorwasserstoff (HCl). Der Zusatz von Thermostabilisatoren (siehe auch Thermostabilität (Biologie)) ist notwendig, zugleich verbessern sie die Witterungs- und Alterungsbeständigkeit. Wenn das PVC bei der Weiterverarbeitung erhöhten Temperaturen ausgesetzt ist (zum Beispiel durch Heizelementschweißen bei 260 °C), muss das Additivpaket darauf abgestimmt sein. Dazu werden Verbindungen, beispielsweise Stearate oder Carboxylate auf Basis von Schwermetallen wie Blei, Cadmium, Zinn, Barium/Zink, Calcium/Zink und Calcium/Aluminium/Zink wie Cadmiumstearat oder Bleistearat, eingesetzt. (die Metalle fangen im Aufschmelzprozess als „Säurefänger“ freiwerdendes Chlor ab und bilden Metallchloride). Cadmiumverbindungen als Stabilisator wurden 2001 von der EU verboten, seit 2015 werden in der EU keine Blei-Stabilisatoren mehr verwendet (freiwilliges Minderungsziel). Derartige metallhaltige Thermostabilisatoren können durch synthetische Mineralien als Säurefänger wie Hydrotalcit (ein Magnesium-Aluminium-Hydroxycarbonat) ersetzt werden.
Weich-PVC erhält seine charakteristische Eigenschaften durch die eingesetzten Weichmacher. Daneben kann Weich-PVC noch Antioxidantien, Wärmestabilisatoren (unterstützen die Formgebung) wie Organozinnstabilisatoren und Flammschutzmittel (beispielsweise Antimontrioxid) als Zusatzstoffe enthalten.
Phthalate, Bisphenol A und die in manchen PVC-Artikeln enthaltenen Organozinnverbindungen gelten als endokrin (hormonell) wirksam, derartige Substanzen beeinflussen die Fortpflanzungs- und Überlebensrate von Amphibien und sogar das Rufverhalten von Fröschen „und zwar so spezifisch, dass alle Substanzen nach ihren Wirkmechanismen klassifiziert und in umweltrelevanten Konzentrationen nachgewiesen werden konnten.“
Die meist (bei Teichfolien) verwendeten Additive (Phthalate, Bisphenol A, Organozinnverbindungen etc.) sind nur gering wasserlöslich, doch es entstehen entsprechend der jeweiligen Löslichkeit geringe Konzentrationen im Wasser. Aus dem Wasser werden sie wieder zum Teil herausextrahiert, indem sie bei Kontakt mit biogenen Feststoffen an diesen adsorbiert und dann gemeinsam mit Teichschlamm entsorgt werden. Abgesaugter Bodenschlamm wird üblicherweise der Flächenkompostierung als Mulch zugeführt. Der Kompost kann dann höhere Gehalte an Weichmachern und sonstige Additive (Bisphenol A, Tributylzinn) enthalten als das Wasser. Werden die Additive aus dem Wasser herausextrahiert, so kann das Wasser als Lösungs- und Extraktionsmittel wieder Additive aufnehmen und weiterhin aus der Folie herauslösen. Dadurch stellt sich ein (physikalisches) Gleichgewicht ein.

### Weichmacher
Der Zusatz von Weichmachern verleiht dem Polymer plastische Eigenschaften, wie Nachgiebigkeit und Weichheit. Als Weichmacher werden vor allem Phthalsäureester eingesetzt. Weniger Bedeutung haben Chlorparaffine, Adipinsäureester und Phosphorsäureester. Die Weichmacher lagern sich bei der thermoplastischen Verarbeitung zwischen die Molekülketten des PVC ein und lockern dadurch das Gefüge. Die nicht chemisch gebundenen Weichmacher, die „bis zu über 50 % der Gesamtmasse“ ausmachen können, können aus einer Folie herausgelöst werden, was auch die Versprödung der Folien nach etwa 10 Jahren bewirkt. Gebrochene PVC-Folie bei alten Folienteichen und Schwimmbecken ist ein Indikator, dass ursprünglich enthaltene Weichmacher durch Elution (Auswaschung) oder Migration (Weiterwanderung in andere Kunststoffe, Feststoffe oder Mikroorganismen) oder Verdampfung in die Umwelt gelangt sind.
Weichmacher und Additive können auch (bei Folienteichen) vom PVC in die Kunststoffe der Unterlagsvliese migrieren. Deutlich wirkt sich die Migration bei Schwimmbecken aus, die (zur besseren Wärmedämmung) aus betongefüllten Formstücken von expandiertem Polystyrol aufgebaut sind, In solchen Fällen verlangen die Folienlieferanten, dass ein Geotextil-Vlies
zwischen PVC-Folie und Polystyrol eingebracht wird (weil sonst Garantieansprüche verlöschen).
Diese Einlagerung ist eine physikalische Aufdehnung der Struktur, sodass trotz der geringen Flüchtigkeit eine Migration und Gasabgabe erfolgt. Dadurch kommt es je nach Anwendungszweck zu einer sorbierten Oberflächenschicht oder auch zur Wanderung des Weichmachers in angrenzende Materialien oder auch durch den Luftraum in benachbarte Substanzen. Produkte auf anderer Basis, die auf Grund wesentlich niedrigerer Dampfdrücke langsamer migrieren, sind deutlich teurer, werden aber zunehmend in Europa eingesetzt. Dazu zählen beispielsweise Acetyltributylcitrat und 1,2-Cyclohexandicarbonsäurediisononylester. Pulvermischungen aus PVC mit eingearbeiteten Weichmachern und Additiven werden Dry-Blends genannt.
| Weichmacher (Beispiele)          |                                                    |
| Phthalsäureester                 | Andere Carbonsäureester                            |
| Bis(2-ethylhexyl)phthalat (DEHP) | 1,2-Cyclohexandicarbonsäurediisononylester (DINCH) |
| Diisononylphthalat (DINP)        | Acetyltributylcitrat (TBAC)                        |

Bei Verwendung als Teichfolie wird als Alternative EPDM-Folie eingesetzt, die völlig weichmacherfrei und trotzdem gut dehnbar, kältetolerant und widerstandsfähig ist (weitere Vorteile siehe EPDM-Dichtungsbahn#Eigenschaften und Verwendung). Deren Nachteile sind beispielsweise, dass sie nur in schwarz (mit Füllstoff Ruß) oder weiß (nur im englischsprachigen Raum als „EPDM Rubber white“) erzeugt wird und die Fügetechnik der Vulkanisation für Laien nicht so einfach ist wie das Warmgasschweißen von PVC.

## Eigenschaften
PVC lässt sich gut einfärben und nimmt kaum Wasser auf. Es ist beständig gegen einige Säuren und Laugen und bedingt beständig gegen Ethanol, Öl und Benzin. Angegriffen wird PVC unter anderem von Aceton, Diethylether, Tetrahydrofuran (THF), Benzol, Chloroform und konzentrierter Salzsäure. Hart-PVC lässt sich gut, Weich-PVC schlecht spanabhebend verarbeiten. Bei Temperaturen von 120 bis 150 °C kann es spanlos verformt werden.
Verbindungen können mit Klebstoffen (Lösungsmittelklebstoffe, Zweikomponentenklebstoffe) oder durch Kunststoffschweißen (verschiedene manuelle und maschinelle Schweißverfahren) hergestellt werden.
Lösungsmittelklebstoffe (sog. Quellschweißmittel) sind meist auf der Basis von THF, dem zur Erhöhung der Viskosität 10 bis 20 % PVC-Pulver (ggf. nachchloriertes PVC) zugesetzt sind.
Weich-PVC wird auch mit PU-Klebstoffen verklebt, die als Lösungsmittel häufig Methylethylketon (MEK), Aceton, Ethylacetat und Methylacetat enthalten.
Für gewöhnliches Hart-PVC (PVC-U) sind eine Anzahl Klebstoffe verfügbar, die z. B. Cyclohexanon enthalten, während für PVC-C nur wenige spezielle Klebstoffe wie Tangit PVC-C und Griffon HT 120 angeboten werden. Häufig wird die vorherige Reinigung der Klebefächen mit einem zugehörigen lösemittelhaltigen Reinigungsmittel empfohlen.
PVC brennt mit gelber, stark rußender Flamme und erlischt ohne weitere externe Beflammung schnell. Aufgrund des hohen Chlorgehalts ist PVC im Gegensatz zu anderen technischen Kunststoffen wie Polyethylen oder Polypropylen schwer entflammbar. Bei Bränden von PVC-Kunststoffen entstehen allerdings Chlorwasserstoff, Dioxine und auch Aromaten.
PVC ist ein guter Isolator. Die Ausbildung von Dipolen und deren ständige Neuausrichtung im elektrischen Wechselstrom-Feld führt im Vergleich zu den meisten anderen Isolatoren zu hohen Dielektrizitätsverlusten. Wegen der hohen Festigkeit des Kabelmantels und der guten Isoliereigenschaften sind PVC-Niederspannungskabel für die Verlegung unter Putz oder im Freien sehr gut geeignet.
| Eigenschaft                                                                                          | Hart-PVC (PVC-U) | Weich-PVC (PVC-P)           | Chloriertes PVC (PVC-C) |
| --- | --- | --------------------------- | --- |
| Dichte in g/cm³                                                                                      | 1,38…1,40 | 1,20…1,35                   | 1,51 …1,64 |
| Wärmeausdehnungskoeffizient in 10−6 K−1                                                              | k. A. | k. A.                       | 60...70 |
| Schmelzpunkt                                                                                         | Zersetzung oberhalb +180 °C | Zersetzung oberhalb +180 °C | |
| Glastemperatur                                                                                       | +79 °C |                             | k. A. |
| Schlagzähigkeit in kJ/m² (nach DIN 53453)                                                            | gering, >20 | o.                          | k. A. |
| Kerbschlagzähigkeit in kJ/m² (nach DIN 53453)                                                        | 2...75 | o. Br.                      | 12 |
| Elastizitätsmodul in MPa Zug-E-Modul (nach DIN 53457)                                                | 1000...3500 | k. A.                       | 2800 |
| Elastizitätsmodul in MPa Biege-E-Modul bei 23 °C                                                     | k. A. | k. A.                       | 2800 |
| Wasseraufnahme in 24 Stunden                                                                         | gering | gering                      | 0,04 % |
| Löslichkeit                                                                                          | praktisch unlöslich in Wasser löslich in organischen Lösungs- mitteln (Aceton sowie Ester und Fleckenreinigungsmittel), wenn Molgewicht ≤30 kDa | wie PVC-U                   | ähnlich PVC-U |
| Chemische Beständigkeit                                                                              | beständig gegen konzentrierte und verdünnte Alkalien, Öle, aliph. Kohlenwasserstoffe, Zersetzung durch oxidierende Mineralsäuren                | wie PVC-U                   | beständig gegen konzentrierte und verdünnte Säuren, Alkalien, Öle, aliph. Kohlenwasserstoffe, nicht beständig gegen Ester, Ketone, chlorierte Kohlenwasser- stoffe, starke Oxidationsmittel. |
| Wärmeleitfähigkeit in W/(m·K)                                                                        | gering | gering                      | 0,15 |
| Zugfestigkeit in N/mm² (nach DIN 53455)                                                              | 50…75 | 10…25                       | k. A. |
| Reißdehnung/Reißfestigkeit (nach DIN 53455)                                                          | 10…50 % | 170…400 %                   | k. A. |
| Streckspannung in MPa bei 23 °C                                                                      | k. A. | k. A.                       | 55 …60 |
| Kugeldruckhärte in MPa (10-Sekunden-Wert nach DIN 53456)                                             | 75…155 | k. A.                       | 110 |
| spezifischer Durchgangswiderstand (nach DIN 5348)                                                    | >1015 Ω | >1011 Ω                     | k. A. |
| Oberflächenwiderstand (nach DIN 53482)                                                               | 1013 Ω | 1011 Ω                      | 1013 Ω |
| Gebrauchstemperatur                                                                                  | −50 °C bis +60 °C | k. A.                       | bis +80 °C …+93 °C, kurzzeitig +100 °C |
| Dielektrizitätszahl {\displaystyle \varepsilon _{\mathrm {r} }} (nach DIN 53483) bei 50 Hz bei 1 MHz | 3,5 3,0 | 4…8 4…4,5                   | k. A. k. A. |
| Kriechstromfestigkeit (CTI)                                                                          | 600 | k. A.                       | k. A. |

## Verwendung
Der Vorteil von PVC ist seine Haltbarkeit. Sonnenlicht zersetzt es nicht (sofern genug UV-Stabilisatoren eingearbeitet sind), die mechanischen Eigenschaften werden nicht beeinträchtigt. Wasser (auch salziges Meerwasser) und Luft können PVC wenig bis gar nicht zerstören. Deshalb kommt PVC vor allem bei langlebigen Produkten zum Einsatz. Die Produkte sind in den verschiedensten Farben und Dekors herstellbar.
PVC ist sehr preisgünstig, denn der Rohstoff Chlor ist ein „Zwangsnebenprodukt“ bei der Herstellung von Natronlauge, die wiederum eine der am häufigsten verwendeten Labor- und Industriechemikalien ist und in der chemischen Industrie für so eine Vielzahl von Verfahren benötigt wird (siehe dazu Natronlauge#Verwendung), dass der Bedarf nicht gedeckt werden kann. Chlor wird also im Überschuss produziert und steht (seit dem Niedergang der Chlorkohlenwasserstoffe als Lösungsmittel) im Rang eines billigen Abfallprodukts. Unter anderem der günstige Preis führte zum Boom von PVC-Produkten.
Massives PVC wird beispielsweise bei Garten- und Campingmöbeln und Fensterrahmen eingesetzt. PVC-Rohre setzen sich aufgrund der glatten Innenfläche weniger zu, Fensterprofile sind pflegeleicht, wartungsarm und witterungsbeständig.
PVC-Folien haben verschiedene Anwendungen, z. B. für Wasserkerne von Wasserbetten, als Kunstleder oder für Folienblätter/-taschen in Briefmarkenalben, als Teichfolien und Dachbahnen im Bausektor und für Bodenbeläge. Kreditkarten u. Ä. bestehen meist aus PVC.
PVC wird oft als schwerentflammbare Kabel-Ummantelung (Isolationsmaterial für Elektro-Kabel), als Elektro-Gerätedose und als Einziehrohr für Kabel verwendet.
Geschäumtes PVC in Plattenform wird als Trägermaterial für Werbemedien, wie ausgeplottete Schriftzüge, Bilder und Grafiken verwendet, vor allem wegen des geringen Gewichts und der einfachen Verarbeitung. Spezielle Präparationen finden ihren Einsatz bei künstlerischen Installationen und Events. Stark weichgemachte PVC-Folien werden als rutschfeste Unterlagen angeboten. PVC-Hartschaum findet in der Faserverbundtechnologie Verwendung als Sandwichwerkstoff. Anwendungsgebiete sind Sportboote und der Waggonbau.
PVC kommt auch in der Pyrotechnik zum Einsatz; genauer gesagt meist als sogenannter 'Chlordonator'. Durch die molekulare Freisetzung von Cl-Ionen wird bei einem pyrotechnischen Satz so die Farbwirkung intensiviert – meist bei blauen Mischungen. Teils wird PVC in der Pyrotechnik auch als Bindemittel eingesetzt.
In einigen Anwendungsbereichen werden auch andere Kunststoffe wie Polypropylen (PP) und Polyethylen (PE) mit dem Vorteil eingesetzt, dass die aus Weich-PVC ausdünstenden (typischer Plastik-Geruch) und gesundheitsschädlichen Stoffe wegfallen. Auch die dem PVC zugeschriebene Säure-, Öl- und Seewasser-Beständigkeit ist oft nicht erforderlich. Einige Umweltverbände raten, den Einsatz von PVC auf wenige Spezialanwendungen einzuschränken.

## Umweltaspekte, Entsorgung und Recycling

### Deponierung
Bis zum Jahr 1989 deponierte man etwa 70 Prozent des Abfallvorkommens. Hart-PVC zersetzt sich nicht und schadet weder Wasser noch Luft, allerdings nimmt es gerade deswegen auf der Müllhalde viel Platz ein. Weiterhin kann keine Prognose getroffen werden, ob das Hart-PVC nicht doch irgendwann durch Mikroorganismen oder chemische Vorgänge angegriffen werden kann. Von den Inhaltsstoffen des Weich-PVC kann man aber mit großer Sicherheit annehmen, dass diese aufgrund ihres Weichmacheranteils das Sickerwasser und somit die Umwelt verschmutzen. Die Deponierung von Siedlungsabfällen mit Brennwert ist in mehreren europäischen Ländern, wie Deutschland, Österreich und der Schweiz nicht mehr zulässig.

### Energetische Verwertung
Aus dem Verbrennungsprozess lässt sich Energie gewinnen. Der Brennwert mit 26,9 MJ/kg ist im Vergleich zu anderen Kunststoffen wie Polypropylen (PP) mit 52,6 MJ/kg relativ klein. Wird PVC verbrannt, bildet sich ätzender, gasförmiger Chlorwasserstoff. In Müllverbrennungsanlagen wird dieser beispielsweise mit Kalk in den Rauchgasreinigungsanlagen neutralisiert. Die entstehenden Rückstände sind als gefährliche Abfälle eingestuft.
Eine Gefahr geht von schwermetallhaltigen Stabilisatoren wie Bleidistearat aus. Aus diesem Grund werden bei Müllverbrennungsanlagen aufwendige Filtertechniken eingesetzt, die die schädlichen Emissionen filtern. Damit stehen der Gewinnung von Energie hohe Ausgaben für ökologischen Schutz gegenüber.

### Recycling

Recycling-Code von PVC

Der Recycling-Code von Polyvinylchlorid ist 03. Beim Recycling unterscheidet man zwischen einer Werkstoff- und einer Rohstoffrecycling-Methode. Für PVC existiert ein Rücknahmesystem; gesammelt werden vor allem Fußbodenbeläge, Dachbahnen, Fensterprofile, Elektrokabel und PVC-Rohre. Der Auf- und Ausbau von Recyclingstrukturen basiert auf einer Selbstverpflichtung der PVC-Branche (VinylPlus).

#### Werkstoffliches Recycling
Thermoplaste lassen sich, einmal zu einem Werkstück geformt, wieder einschmelzen und zu einem neuen Produkt formen. Die Abfolge von Wärmebehandlungen führt allerdings zu einem fortschreitenden Qualitätsverlust des Materials (Downcycling). Ein Beispiel für ein solches minderwertiges Endprodukt ist der Bakenfuß. Die werkstoffliche Verwertung wird daher zurzeit fast ausschließlich dort eingesetzt, wo große Mengen eines sortenreinen Materials zur Verfügung stehen.
Das größte Problem bei der Wiederaufbereitung stellen Verunreinigungen dar. Kabelabfälle, bei denen das Kupfer entfernt wurde, sind noch stark verschmutzt und müssen gereinigt werden, um wieder in einen echten Kreislauf zu gelangen und die Qualität eines Neumaterials zu erlangen.
Mit dem Verfahren Vinyloop lassen sich mit dem Lösemittel Methylethylketon aus PVC-haltigen Verbundwerkstoffen die PVC-Moleküle und die Weichmacher herauslösen. Nach Ausfällung und Trocknung lässt sich die Mischung aus den Polymeren und Weichmachern zur Herstellung beliebiger PVC-Produkte verwenden. In Europa bestand hierfür nur eine Anlage in Ferrara (Italien), die 2018 stillgelegt wurde.

#### Rohstoffliche Verwertung
Durch Pyrolyse lassen sich Kunststoffe in petrochemisch verwertbare Stoffe wie Methanol oder Synthesegas spalten. Diese Verfahren werden naturgemäß vor allem für die Verwertung von Mischkunststoffen genutzt, die sich nur unter großem Aufwand trennen lassen würden.

## Gesundheitliche Gefahren
Der Ausgangsstoff für PVC, Vinylchlorid, gilt beim Menschen als krebsauslösend und wirkt erbgutverändernd. Als erste Arbeiter in der PVC-Produktion an Deformationen der Fingerendgliedmaßen erkrankten, der sogenannten Akroosteolyse, oder schwere Leberschäden bis hin zu Leberkrebs (Hämangioendothelsarkom) aufwiesen, wurde der Arbeitsschutz bei der Herstellung und Weiterverarbeitung von PVC verbessert. Die Vinylchlorid-Krankheit wurde von den Berufsgenossenschaften als Berufskrankheit anerkannt. Auch andere Ausgangsstoffe der PVC-Herstellung sind bedenklich. Die maximale Arbeitsplatzkonzentration für PVC in der Atemluft beträgt 0,3 mg/m³. In der Schweiz liegt der Wert dagegen bei 3 mg/m3 (gemessen als alveolengängiger Staub).
Laut CERLA-Liste der amerikanischen „Agentur für giftige Substanzen und Krankheitsregister“, ATSDR, steht Vinylchlorid nach drei Schwermetallen an vierter Stelle der weltweit relevantesten Toxine. Die ATSDR ist eine bundesstaatliche Umwelt- und Gesundheitsbehörde unter der Aufsicht des US-Gesundheitsministeriums.

### Bei Verbrennung
Bei der Verbrennung von chlorhaltigen Kunststoffen wie PVC entsteht unter anderem der stark ätzende gasförmige Chlorwasserstoff (HCl). Trifft der Chlorwasserstoff auf Wasser (z. B. Regen) entsteht daraus Salzsäure. Ferner entstehen beim Verbrennen auch Polychlorierte Dibenzodioxine und Dibenzofurane sowie giftige und teilweise krebserzeugende polykondensierte Aromate wie Benz(a)-Pyren, Pyren und Chrysen.
Außerdem kann bei der Verbrennung von PVC in Gegenwart von Metall und Kohlenstoff (z. B. bei Anwesenheit von Holz oder Stäuben) das Giftgas Phosgen entstehen.

### Durch enthaltene Weichmacher
Weich-PVC ist durch die enthaltenen Weichmacher je nach Einsatzbereich physiologisch bedenklich. Für Spielzeuge ist der Einsatz von Weich-PVC problematisch, obwohl es wegen seines günstigen Preises und der Eigenschaften verbreitet ist. Trotz des geringen Dampfdrucks können Weichmacher über Speichel, Hautkontakt oder die Atemwege in den kindlichen Körper gelangen. Die Phthalatweichmacher sind zum Teil leber- und nierenschädigend und stehen im Verdacht, krebserzeugend zu wirken. Dies ergaben mehrere Untersuchungen, bei denen sich deutliche Spuren im Blut fanden. Diethylhexylphthalat (DEHP) wurde durch eine EU-Arbeitsgruppe im Jahr 2000 als frucht- und fruchtbarkeitsschädigend eingestuft. Weich-PVC mit Phthalatweichmachern wurde in der EU im Jahre 1999 für Kleinkinderspielzeug verboten.

„Der menschliche Organismus nimmt PVC-Weichmacher in höheren Mengen auf als bisher angenommen. Besonders gefährdet sind Kinder. Die weit verbreiteten Weichmacher Phthalate gelten als höchst gesundheitsgefährdend, weil sie in den Hormonhaushalt des Menschen eingreifen und die Fortpflanzung oder Entwicklung schädigen“

In Lebensmittelverpackungen ist Weich-PVC problematisch, wenn nicht durch Sperrschichten das Einwandern in die Lebensmittel verhindert wird. Für fetthaltige Lebensmittel sollte Weich-PVC unbedingt vermieden werden, da Weichmacher gut von Fett aufgenommen werden.

### Elution, Migration und Sorption von Weichmachern und anderen Stoffen
Bei der „Wanderung“ von Weichmachern und sonstigen Additiven sind Migration in andere Stoffe (Flüssigkeiten, benachbarte Kunststoff-Folien und -Vliese), die Sorption (Aufnahme von Substanzen in das Polymer) und die Permeation (Transport einer Substanz durch das Polymer) zu berücksichtigen. Nach dem Fickschen Diffusionsgesetz stellt sich ein Gleichgewicht bei Diffusion aus dem oder in das Polymer ein.
Beispielsweise kommt es zu Interaktion zwischen Arzneimittel (häufig organisch, in wässriger Lösung) und Infusionsschlauch aus PVC: Während des Kontakts der Infusionslösung mit dem Schlauch geht Arzneimittel in das PVC über. Mit zeitlich und längs der Schlauchlänge fortschreitender Sättigung einer spezifischen Schichtdicke innen im Schlauch reduziert sich dieser Arzneimittelverlust während der Durchleitung. Das kann dazu führen, dass erst nach einer gewissen Zeit die gewünschte Arzneimittelkonzentration beim Patienten ankommt. Styropor in wärmegedämmten Wänden eines Schwimmbeckens kann in Kontakt mit PVC-Folie dem PVC Weichmacher entziehen, was zu Versprödung und vorzeitigem Bruch der Folie führen kann.

### Bei der Verarbeitung
Ein Vorteil vom PVC-Teichfolien ist die leichte Schweißbarkeit von (neuen) PVC-Folien, das Verbinden von einzelnen Bahnen durch Warmgasschweißen können auch Laien und ungelernte Hilfsarbeiter schnell erlernen. Dass dabei gesundheitlich gefährliche Chlordämpfe oder Dioxine, Benzol, Naphthalin, Phosgen, Toluol oder Xylol und Phthalate entweichen, wird (bei Arbeiten im Freien) häufig ignoriert. Bei einer Studie bezüglich Chlorwasserstoff- und Phthalatexposition beim Warmgasschweißen von PVC-Folien auf 72 Baustellen im Freien wurde keine Arbeitsplatzgrenzwert-Überschreitung festgestellt, bei solchen Arbeiten in geschlossenen Räumen (bei anderen Untersuchungen) schon.

## Bestimmung
Bei einer Brennprobe riechen die Gase nach Chlorwasserstoff. Beim Verbrennen auf Kupfer färbt sich die Flamme grün (siehe Beilsteinprobe). Bei beiden Verfahren entstehen gesundheitlich bedenkliche chlororganische Verbindungen. Deshalb sollen für eine Brennprobe oder Beilsteinprobe (außerhalb der Untersuchungslabore) nur Kleinstmengen benutzt werden.